# Dekommodifizierung
Unter Dekommodifizierung versteht man die Abkopplung Sozialer Sicherheit vom Arbeitsmarkt, bzw.  die Verringerung der Marktabhängigkeit der Anbieter von Arbeit (Selbständigkeit, Scheinselbständige, Arbeitnehmer, unentgeltlich Tätige und Sozialleistungsempfänger). Dekommodifizierung umfasst zum einen Eingriffe in den Arbeitsmarkt, die der Arbeit den Charakter der „Ware“ (commodity), auf deren Verkauf sich die materielle Existenz des Arbeitnehmers gründet, nehmen sollen. Zum anderen bedeutet ein hoher Dekommodifizierungsgrad eine weitgehende Entkopplung der Sozialleistungen von (früherer) Erwerbstätigkeit, wie sie zum Beispiel in einem Altersversorgungssystem mit steuerfinanzierten Grundrenten für alle Einwohner verwirklicht wird. 
Elementares Merkmal einer dekommodifizierten Altersversorgung ist zudem, dass der Vermögensstamm eines persönlichen Altersvorsorgevermögens unangetastet bleibt, wenn der Vermögensinhaber im Verlauf seiner Erwerbsbiographie oder danach insolvent wird. 
In Deutschland genießen einen solchen allgemeinen Insolvenzschutz nur Beamte und Arbeitnehmer. Deutsche Selbständige genießen ihn nur, soweit sie gesetzliches oder freiwilliges Mitglied in einem berufsständischen Versorgungswerk oder in der Künstlersozialversicherung sind, oder wenn sie einen Vertrag über eine „Rürup-Rente“ ansparen bzw. Leistungen daraus beziehen.